# Szent Fausztina
Szent Fausztina, polgári nevén Helena Kowalska (Glogowiec, 1905. augusztus 25. – Krakkó, 1938. október 5.) katolikus apáca, akit 2000. április 30-án szentté avattak.

## Életútja
A lengyelországi Łódź melletti Glogowiec faluban egy tízgyermekes család harmadik gyermekeként született. Gyermekkorától kezdve az ima szeretete, a szeretet, az engedelmesség, és az emberi nyomor iránt való érzékenység jellemezte. Iskolába csak 3 évig járt, majd elhagyta otthonát és gazdag családokhoz ment szolgálóleánynak.
Húszéves volt, mikor szülei akarata ellenében belépett az Irgalmasság Anyja Nővéreinek Kongregációjába, amelyben Maria Faustina nővérként 13 évet élt le szakács, kertész és portás munkakörben. Élete az Istennel való rendkívül bensőséges egységet takarta, habár igen egyhangúnak és szürkének tűnhetett. Gyermekkorától kezdve szeretett volna nagy szent lenni és következetesen törekedett is erre, együttműködve Jézussal az elveszett lelkek megmentésében. Egész életét fölajánlotta áldozatként a bűnösök megmentésére. Ennek a jegyében is hunyt el, hosszadalmas, fájdalmas betegeskedés után.

## Naplója
Misztikus, istenközeli élményeiről naplót vezetett, amit halála után adtak ki.

## Isteni Irgalmasság ünnepe és Fausztina szentté avatása
Szent Fausztina  magánkinyilatkoztatásaiban, látomásaiban párbeszédet folytatott Jézussal, melyben - a nővér naplója alapján - megismerte Jézus azon kívánságát, hogy a húsvét utáni első vasárnap legyen az Isteni irgalmasság napja. II. János Pál pápa 2000. április 30-án kihirdette az Isteni Irgalmasság ünnepét az egész világra. Ugyanezen a napon szentté avatták a nővért.